# 亞歷山大島 (努納武特)

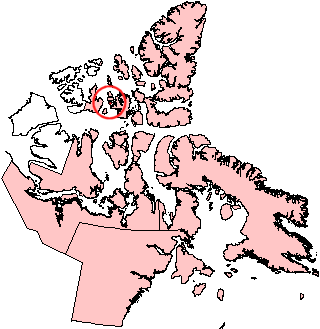

75°52′N 102°37′W / 75.867°N 102.617°W
亞歷山大島（英語：Alexander Island）是加拿大的島嶼，位於大西洋海域，屬於伊麗莎白女王群島的一部分，由努納武特負責管轄，長43公里、寬19公里，面積484平方公里，島上無人居住。